# Творчосц

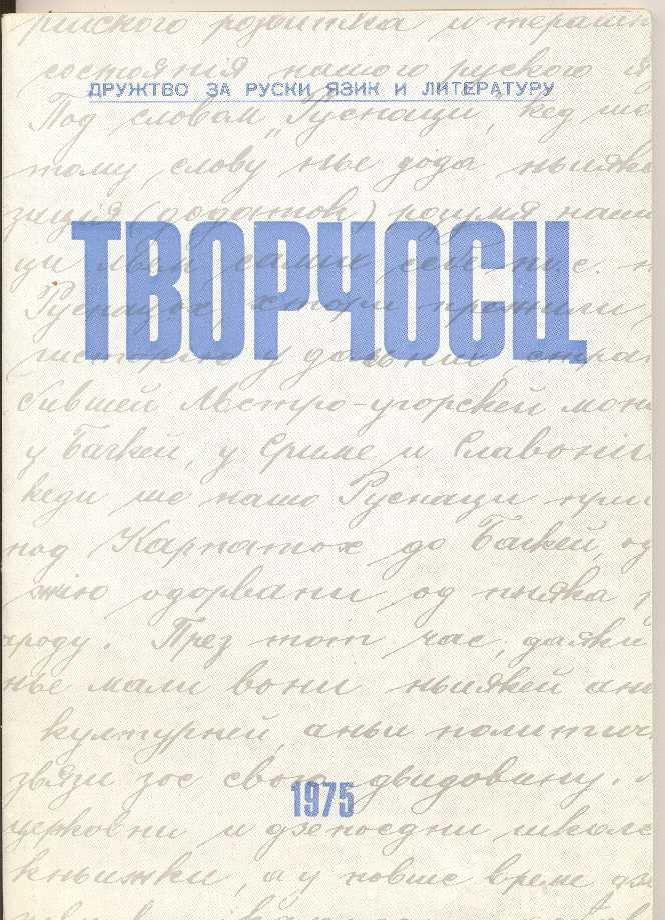
Щорічник «Творчосц» (1/1975).

«Творчосц» (укр. «Творчість» ) — науково-професійний часопис (щорічник), що його видавало «Дружтво за руски язик и литературу» (укр. Товариство руснацької мови й літератури) в Новім Саді. Містить статті з проблем розвитку мови югославських руснаків, літератури, етнології, огляди, критику, рецензії, хроніку. Виходив із 1975 по 1987 рік, надалі 1988 року часопис перейменовано на «Studia Ruthenica» з новою нумерацією. Перший головний і відповідальний редактор – Дюра Варґа.

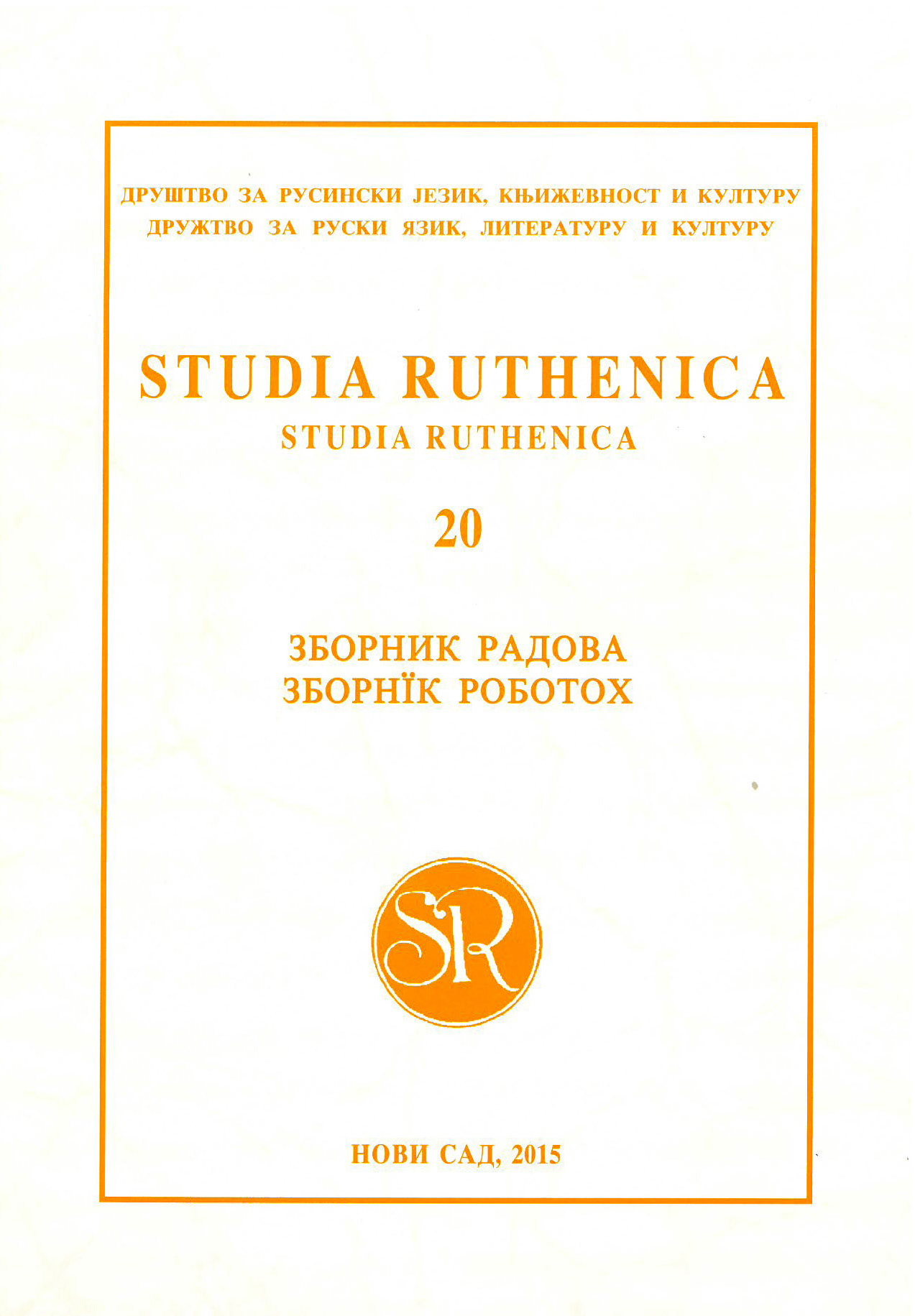
20-й випуск «Studia Ruthenica» 2015 року.

## Історія
«Дружтво за руски язик и литературу» засновано 4 грудня 1970 року в Новім Саді. Його учасники мали на меті у співпраці вести діяльність у галузі бачвансько-русинської мови й літератури, що охоплювало потребу впорядкувати мову, обробити її до рівня «великих», разом плекати її, розвивати літературознавчу й мовознавчу критику, допомогати просвітникам, учителям, викладачам і перекладачам, сприяти видавничій діяльності бачвансько-русинською мовою. Тодішні виклики часу й закономірні причини появи часопису його впорядники (редактори й члени Товариства) описали у вступі першого числа «Творчосци»:
|  | Сучасні тенденції в мовознавстві й літературознавстві вказують на окрему роль т.зв. малих мов і літератур у розв'язанні спільних наукових і культурних явищ. З різних боків у світі росте зацікавленість ними. Природно, що цей феномен не міг обійти нашу землю й нашу народність. Руснацька мова й література існують як один вид зрілої національної культури руснаків. Публікації, що виходять понині руснацькою мовою, були здебільшого інформативні й белетристичні. Наукового характеру статті або студії з-поміж них були безладно розсіяні. Як цілком природний наслідок був той факт, що 1975 року з'являється публікація суто наукового напряму «Творчосц» Товариства за руснацьку мову й літературу. Часопис «Творчосц» буде містити розправи, студії та есеї з питань русиністики – мови, літератури й фольклору – рукописні матеріали, листовання видатних осіб у мовознавстві й літературі, джерела, документи та інші матеріали з галузи діяльности Товариства. Таке бажання Редакції буде втілене лише тоді, коли співпраця в Часописі охопить ширше коло членів Товариства, науковців та інших фахівців. Значне місце серед публікацій буде посвячене науковій критиці, а також буде добре видрукована й хроніка найважливіших подій, пов'язаних із роботою діячів, комісій і секцій Товариства, як і різна інформація, потрібна для співпраці всіх членів Товариства за руснацьку мову й літературу. |

## Випуски
З 1975 по 1987 рік «Дружтво за руски язик и литературу» видруковало 13 випусків. Головним і відповідальним редактором перших п'яти випусків був Дюра Варґа, котрий разом зі своїми працівниками намагався забезпечити виданню видатних авторів і цікаві теми, що йому й вдалося. Редактором шостого й сьомого був Дюра Латяк, з восьмого по десятий — Гавриїл Колєсар, одинадцятого й дванадцятого — Ірина Гарді-Ковачевич, останнього — Янко Рац. Окрім бачванських науковців, письменників та етнографів, до «Творчосци» залучали фахівців як із суміжних галузей, так і іноземців (зокрема О.Д. Дуліченка, В.П. Латту тощо).
1988 року часопис перейменовано на «Studia Ruthenica» з новою нумерацією. 